# Enantia mazai mazai
Enantia mazai subsp. mazai es una mariposa mímica de la subfamilia Dismorphiinae de la familia Pieridae

## Clasificación y descripción
Es una mariposa de la familia Pieridae y subfamilia Dismorphiinae, y del orden Lepidoptera. Su longitud alar es de 34 a 52 mm (el promedio general está alrededor de los 47 mm). Las alas, en su vista dorsal, son de color amarillo con negro; el negro por debajo de la cédula discal y por el ápice y cerca del termen. El ápice de las alas anteriores es aguzado, y el arco del termen es cóncavo. En las alas posteriores, el ápice es levemente angulado y el termen es más recto hacia el ápice. A la mitad de la cédula discal y a la altura de la vena M3 hacia el margen costal es amarillo más claro. Cabeza, tórax y abdomen son de color negro en su vista dorsal. Ventralmente, los palpos, el tórax y el abdomen son de color amarillo. Las alas anteriores, en su vista ventral, son amarillas, siendo, de la mitad aproximadamente de la cédula discal y altura de la vena M2 hacia el margen interno o posterior, translúcidas. Las alas posteriores, en su vista ventral, son de color amarillo con manchas de color café claro. Las patas son de color negro. La hembra es diferente ya que las alas son de diferente forma y cerca de la célula discal está ausente el color negro así como cerca del termen. a escaso una pequeña mancha café cerca del ápice. Ventralmente el ápice de las alas anteriores es amarillo y en el arco subapical es de color café. En las alas posteriores cruza una franja horizontal por el arco postmedio desde la vena 2A hasta el ápice.

## Distribución
Endémica de México, desde el este de México a Chiapas. En los estados de Oaxaca, Chiapas, Veracruz, Hidalgo  y San Luis Potosí.

## Hábitat
Se posan con las alas juntas, en lugares muy asoleados donde el follaje es más sobresaliente, En la vegetación ruderal que circunda los cafetales, cuyos árboles de sombra son a menudos el “Janicuil” y el “chalahuite” (Inga spp.) se han observado varios géneros de Compositae con inflorescencias amarillo-naranjas y lígulas  del mismo color o blancas, los cuales les sirven de sustento alimenticio a los imagos. (Llorente 1984). Se le puede encontrar desde los o a los 2000 m s. n. m., Se le puede encontrar en la vegetación riparia de la Selva Alta Perennifolia (poco frecuente), como en los sitios más húmedos de la Selva Baja Caducifolia, pasando por Selvas Medianas y el Bosque Mesófilo de Montaña (muy abundante).

## Estado de conservación
Se conoce poco de su biología y es lo siguiente: Los huevecillos de esta especie son largos  y aparentemente delgados y son de color verde pálido y son aguzados en sus extremos. Las orugas se alimentan de Inga spp (familia Fabaceae). NOM-059-SEMARNAT-2010: No listada. CITES: No listada. IUCN: No listada.